# Unterseeboot 450
L'Unterseeboot 450 ou U-450 est un U-Boot type VIIC utilisé par la Kriegsmarine pendant la Seconde Guerre mondiale.
Le sous-marin est commandé le 21 novembre 1940 à Dantzig (Schichau-Werke), sa quille posée le 22 juillet 1941, il est lancé le 4 juillet 1942 et mis en service le 12 septembre 1942, sous le commandement de l'Oberleutnant zur See Kurt Böhme.
L'U-450 n'endommagea ou ne coula aucun navire au cours des 3 patrouilles (84 jours en mer) qu'il effectua.
Il est coulé en mars 1944 par des navires de guerre britanniques en Méditerranée.

## Conception

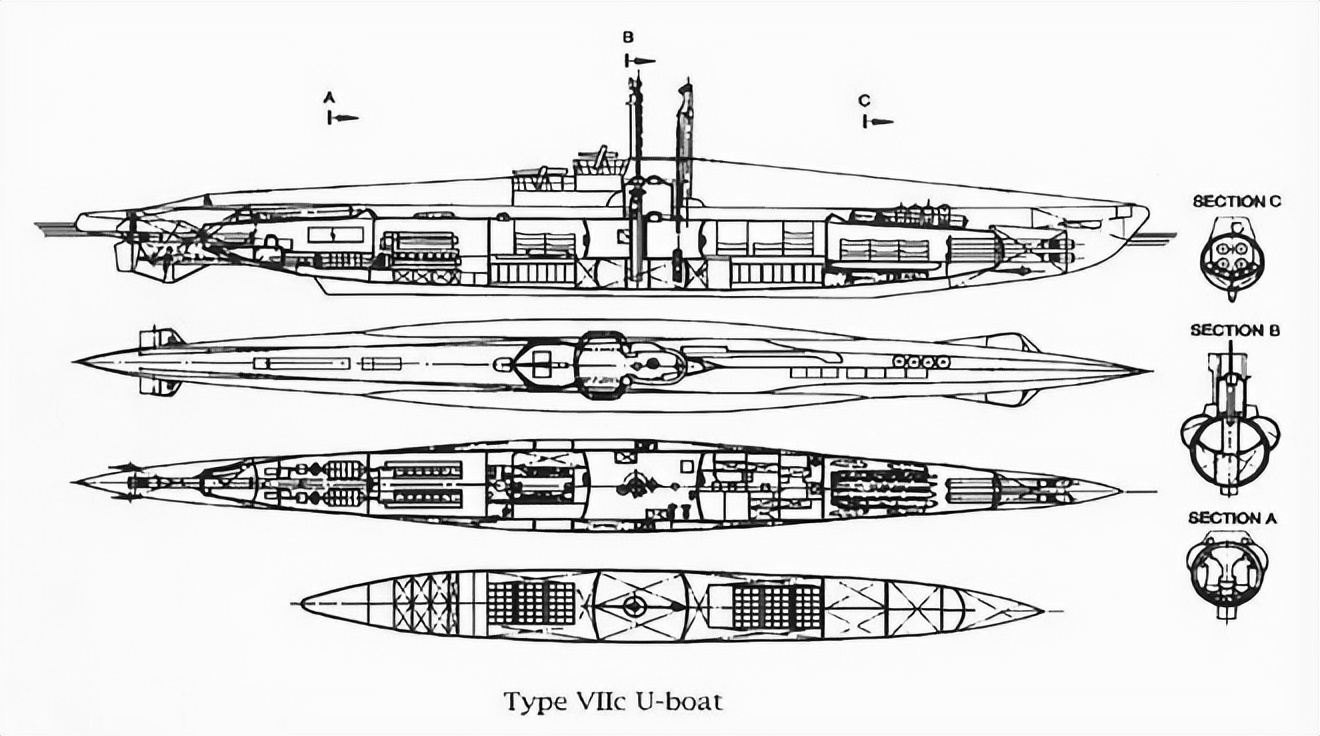
Section transversale d'un sous-marin type VIIC

Unterseeboot type VII, l'U-450 avait un déplacement de 769 tonnes en surface et 871 tonnes en plongée. Il avait une longueur totale de 67,10 m, un maître-bau de 6,20 m, une hauteur de 9,60 m, et un tirant d'eau de 4,74 m. Le sous-marin était propulsé par deux hélices de 1,23 m, deux moteurs diesel Germaniawerft M6V 40/46 de 6 cylindres en ligne de 1400 cv à 470 tr/min, produisant un total de 2 060 à 2 350 kW en surface et de deux moteurs électriques AEG GU 460/8-276 de 375 cv à 295 tr/min, produisant un total 550 kW, en plongée. Le sous-marin avait une vitesse en surface de 17,7 nœuds (32,8 km/h) et une vitesse de 7,6 nœuds (14,1 km/h) en plongée. Immergé, il avait un rayon d'action de 80 milles marins (150 km) à 4 nœuds (7,4 km/h; 4,6 milles par heure), et pouvait atteindre une profondeur de 230 m. En surface son rayon d'action était de 8 500 milles nautiques (soit 15 700 km) à 10 nœuds (19 km/h).
L'U-450 était équipé de cinq tubes lance-torpilles de 53,3 cm (quatre montés à l'avant et un à l'arrière) qui contenait quatorze torpilles. Il était équipé d'un canon de 8,8 cm SK C/35 (220 coups) et d'un canon antiaérien de 20 mm Flak. Il pouvait transporter 26 mines TMA ou 39 mines TMB. Son équipage comprenait 4 officiers et 40 à 56 sous-mariniers.

## Historique
Il sert dans la 8. Unterseebootsflottille (flottille d'entrainement) jusqu'au 31 mai 1943, dans la 9. Unterseebootsflottille jusqu'au 30 novembre 1943 et dans la 29. Unterseebootsflottille jusqu'à sa perte.
L'U-450 commandé par Kurt Böhme, quitte Kiel le 27 mai 1943 pour sa première patrouille. Le 6 juin, il est attaqué au large de la côte Islandaise ', en surface, par un bombardier B-17 Flying Fortress britannique qui blesse sept hommes. Seize jours plus tard il accoste à Brest, en France occupée. La patrouille dure 27 jours, sa plus longue.
Le 17 octobre 1943, l'U-450 quitte Brest pour la mer Méditerranée. Il double Gibraltar le 1er novembre et arrive à Toulon neuf jours plus tard.
Le 1er février 1944, un incendie se déclare dans sa salle des machines, le forçant à retourner à la base. Dix jours après, il quitte Toulon pour les côtes italiennes, sans doute pour attaquer des navires en soutien des troupes alliées débarquées à Anzio.
Le 10 mars 1944, il est attaqué par des charges de profondeur lancées par les destroyers d'escorte Britanniques HMS Blankney, HMS Blencathra, HMS Brecon et HMS Exmoor et du destroyer Americain USS Madison (DD-425) (en) qui le coulent à la position 41° 11′ N, 12° 27′ E.
Le 51 membres d'équipage sont secourus par les destroyers et faits prisonniers de guerre.

## Affectations
- 8. Unterseebootsflottille du 12 septembre 1942 au 31 mai 1943 (Période de formation).
- 9. Unterseebootsflottille du 1er juin 1943 au 30 novembre 1943 (Unité combattante).
- 29. Unterseebootsflottille du 1er décembre 1943 au 10 mars 1944 (Unité combattante).

## Commandement
- Oberleutnant zur See Hermann Otto du 12 septembre 1942 au 10 mars 1944.

## Patrouilles
|       | Commandant       | Départ            | Départ | Arrivée           | Arrivée | Jours    | Succès |
| ----- | ---------------- | ----------------- | ------ | ----------------- | ------- | -------- | ------ |
| 1     | Oblt. Kurt Böhme | 27 mai 1943       | Kiel   | 22 juin 1943      | Brest   | 27 jours |        |
|       | Oblt. Kurt Böhme | 18 septembre 1943 | Brest  | 19 septembre 1943 | Brest   | 2 jours  |        |
|       | Oblt. Kurt Böhme | 29 septembre 1943 | Brest  | 30 septembre 1943 | Brest   | 2 jours  |        |
|       | Oblt. Kurt Böhme | 7 octobre 1943    | Brest  | 8 octobre 1943    | Brest   | 2 jours  |        |
| 2     | Oblt. Kurt Böhme | 14 octobre 1943   | Brest  | 15 octobre 1943   | Brest   | 2 jours  |        |
|       | Oblt. Kurt Böhme | 17 octobre 1943   | Brest  | 8 novembre 1943   | Toulon  | 23 jours |        |
| 3     | Oblt. Kurt Böhme | 14 février 1944   | Toulon | 10 mars 1944      | Coulé   | 26 jours |        |
| Total | Total            | Total             | Total  | Total             | Total   | 84 jours | 0 t    |

Note : Oblt. = Oberleutnant zur See